# Елисеева, Ирина Ильинична
Ири́на Ильи́нична Елисе́ева (род. 17 ноября 1943, совхоз «Красная Тымь», Кировский район, Сахалинская область) — советский и российский экономист, кандидат экономических наук (1974), доктор экономических наук (1984), профессор, член-корреспондент РАН (31.03.1994), заслуженный деятель науки Российской Федерации (1999). Директор Социологического института РАН (Санкт-Петербург) (2005—2015).

## Образование
В 1965 году с отличием окончила Ленинградский финансово-экономический институт.
В 1974 г. защитила диссертацию на соискание ученой степени кандидата экономических наук по специальности 08.00.11 — Статистика, тема: «Прямые и косвенные методы изучения связей в социально-экономической статистике», в 1984 г. — диссертацию на соискание ученой степени доктора экономических наук по специальности 08.00.11 — Статистика, тема «Комплекс статистических методов в изучении связей социально-экономических явлений».

## Преподавательская и административная деятельность в высшей школе
Работает в Санкт-Петербургском государственном экономическом университете с 1965 года (ЛФЭИ). С 1990 года — профессор, заведующая кафедрой статистики и эконометрики.

## Научная деятельность
Член-корреспондент РАН, профессор И. И. Елисеева является автором более 550 научных, научно- и учебно-методических работ по статистике и эконометрике (монографий, статей в ведущих отечественных и зарубежных журналах, учебников и учебных пособий). Индекс Хирша — 52.
Возглавляет секцию социально-экономических проблем и статистики Дома ученых им. М. Горького РАН. Заместитель академика-секретаря секции экономики Международной академии наук высшей школы.
Член диссертационных и ученых советов ряда петербургских вузов и научных учреждений.

## Работа в редакционных советах научных изданий
- С 2005 года по инициативе И. И. Елисеевой стал выходить общероссийский научно-практический журнал «Финансы и бизнес». Является главным редактором этого журнала.
- член редакционной коллегии журнала «Вопросы статистики».

## Членство в научных организациях
- входит в Президиум Санкт-Петербургского научного центра РАН;
- член совета Ассоциации исследователей экономики общественного сектора (2000—2006 и с 2010 года).
- входила в экспертный совет по экономическим наукам ВАК РФ;

## Основные работы
- Елисеева И. И., Рукавишников В. О. Группировка, корреляция, распознавание образов : (Статистические методы классификации и измерения связей). — М. : Статистика, 1977. — 143 с. : ил. — (Математическая статистика для экономистов)
- Елисеева И. И., Кадибур Т. С. Здравствуй, новый человек. — М. : Мысль, 1987. — 140,[2] с. — (Популярная демография)
- Плошко Б. Г., Елисеева И. И. История статистики. — М.: Финансы и статистика, 1990. — 294,[1] с. : портр. — ISBN 5-279-00304-2
- Моя профессия — статистик. — М.: Финансы и статистика, 1991. — 122,[3] с. : ил. — ISBN 5-279-00519-3
- Елисеева И. И., Терехов А. А. Статистические методы в аудите. — М. : Финансы и статистика, 1998. — 174 с. : ил., табл. — ISBN 5-279-02045-1
- Эконометрика: учебник для студентов вузов. / [И. И. Елисеева, С. В. Курышева, Т. В. Костеева и др.]; под. ред. И. И. Елисеевой. — М.: Финансы и статистика, 2001.
- Елисеева И. И., Юзбашев М. М. Общая теория статистики. — М.: Финансы и статистика, 2003.
- Елисеева И. И., Дмитриев А. Л. Очерки по истории государственной статистики России. — Санкт-Петербург : Росток, 2016. — 287 с. : портр., табл. — ISBN 978-5-94668-208-4

## Награды и премии
- Орден Дружбы (2005)[3].
- Заслуженный деятель науки Российской Федерации (1999);
- Медаль «За заслуги в проведении Всероссийской переписи населения» (2002, 2011);
- Юбилейная медаль «в память 300-летия Санкт-Петербурга» (2003);
- Благодарность министра финансов «За научные исследования в области бюджета и налогообложения»;
- Грамота губернатора Санкт-Петербурга «За вклад в развитие социологии Санкт-Петербурга»;
- Премия Правительства Санкт-Петербурга (2013);
- Премия Санкт-Петербургского Научного центра РАН (2013);
- Медаль В. Леонтьева «Достижения в области экономики» РАЕН[4].